# 마리아 엘레나 홀리
마리아 엘레나 홀리(영어: María Elena Holly, 1932년 12월 20일 ~ )는 미국 로큰롤의 선구자 버디 홀리의 미망인이다. 피어뮤직의 리셉션 담당자였던 그녀는 1958년 6월 19일 홀리와 그의 밴드 귀뚜라미를 만났고, 홀리는 첫 데이트 5시간 만에 그녀에게 청혼했다. 그로부터 두 달도 채 지나지 않아 이 커플은 1958년 8월 15일 텍사스주 러벅에서 결혼식을 올렸다. 1959년 2월 3일, 버디 홀리는 아이오와주 클리어 레이크 근처에서 동료 음악가 리치 밸런스, 빅 바퍼와 함께 비행기 추락 사고로 사망했다. 그녀는 다음날 유산을 당해 러벅에서 열리는 홀리의 장례식에 참석하지 못했다.
그 후 몇 년 동안 마리아 엘레나 홀리는 푸에르토리코 공무원 조 디아즈와 결혼하여 세 명의 자녀를 두었다. 1978년 영화 버디 홀리 스토리에서 그녀는 여배우 마리아 리치와인에 의해 연기되었다. 버디 홀리의 미망인으로서 그녀는 그의 이름, 이미지, 상표 및 기타 지적 재산권을 소유하고 있다. 2010년에 산티아고 홀리는 피터 브래들리와 함께 버디 홀리 교육 재단을 공동 설립했다.